# 박리원
박리원(1998년 8월 20일 ~ )은 대한민국의 가수이자 배우이다.

## 학력
- 중앙대학교 연극영화학과

## 출연 작품

### 드라마
- 2021년 JTBC 10부작 토요 미니시리즈 《알고있지만,》
- 2023년 ENA 수목 미니시리즈 《보라! 데보라》
- 2023년 tvN 2부작 단막극 《O'PENing - 나를 쏘다》
- 2024년 KBS2 일일 드라마 《신데렐라 게임》[1] - 윤세영 역 (본작의 서브 여주인공)

### 시트콤
- 2022년 쿠팡플레이 금요 시트콤 《유니콘》

### 영화
- 2024년 영화 《도그데이즈》[2] ... 베이스 역